# グレイシャーポイント
座標: 北緯37度43分49秒 西経119度34分26秒 / 北緯37.73028度 西経119.57389度

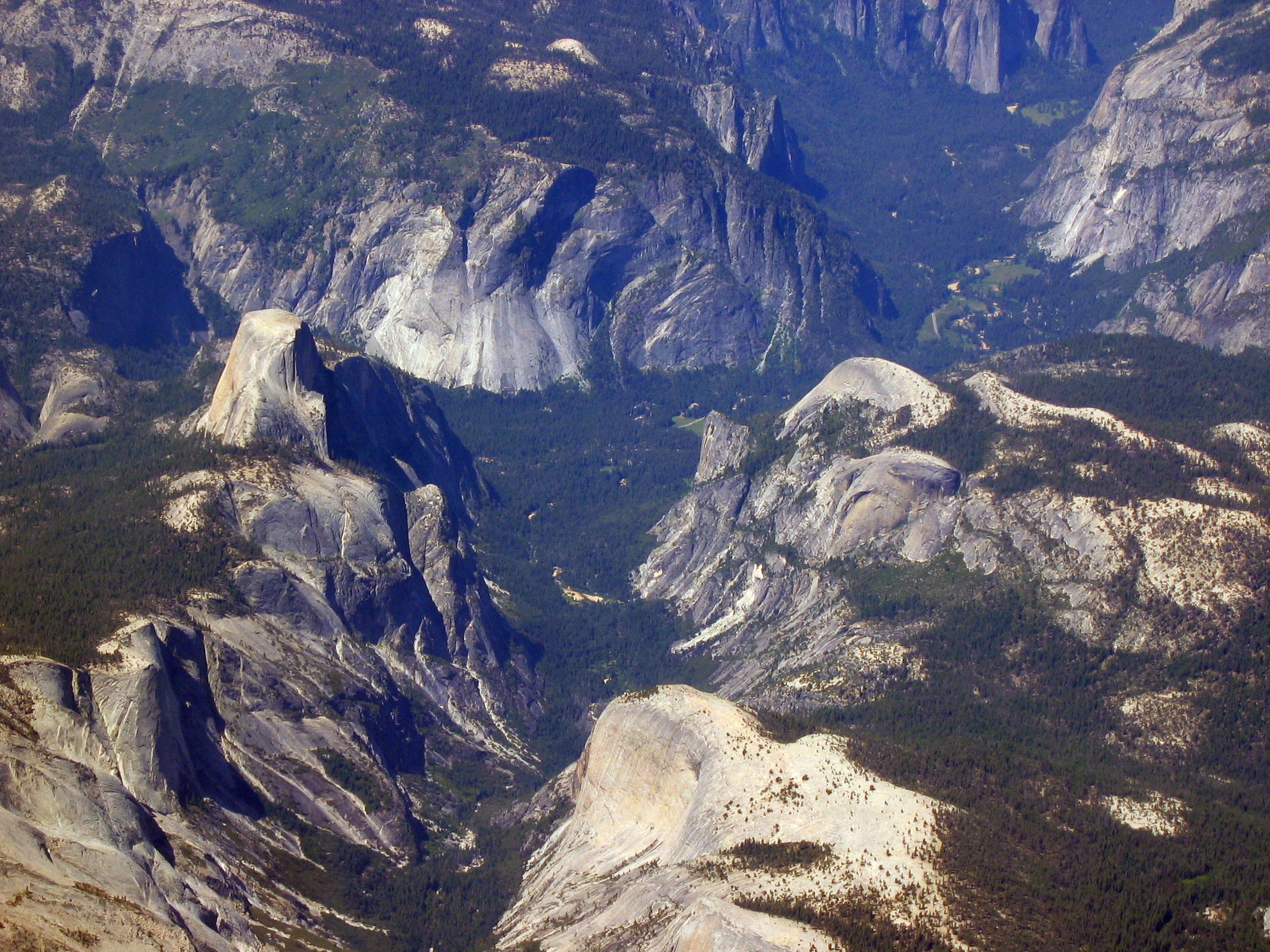
グレイシャーポイント（中央左上）とヨセミテバレー。左にハーフドーム。

グレイシャーポイント（Glacier Point）とは、アメリカ合衆国カリフォルニア州の、ヨセミテバレー直上にある展望地。
ヨセミテバレーの南壁の標高2199メートルの場所にあり、カリー・ビレッジの直上975メートルにあたる。ここからはヨセミテ滝、ハーフドーム、バーナル滝、ネバダ滝、クラウズレストを含むヨセミテ国立公園のすばらしい眺望が得られる。
ヨセミテバレーからグレーシャーポイントへはグレーシャーポイントロードを通っていくことが出来る。この道は通常5月下旬から10月または11月までの期間、自動車で利用できる。シャトルバスでは所要時間は約1時間である。道の閉鎖時、バジャーパススキー場からのアクセスはスキーか雪靴に限られる。グレイシャーポイントへはフォーマイルトレイルからもいくことが出来る。